# Lochmias nematura
Lochmias nematura е вид птица от семейство Furnariidae, единствен представител на род Lochmias.

## Разпространение
Видът е разпространен в Аржентина, Боливия, Бразилия, Венецуела, Гвиана, Еквадор, Колумбия, Панама, Парагвай, Перу и Уругвай.